# Bait-ul-Hadi-Moschee (Seligenstadt)
Die Bait-ul-Hadi-Moschee ist eine Moschee in der hessischen Stadt Seligenstadt. Sie besteht seit 2011 und wird von der Ahmadiyya Muslim Jamaat (AMJ) betrieben.

## Geschichte
Die Bait-ul-Hadi-Moschee wurde im Rahmen des 100-Moscheen-Programms errichtet. Sie ist der zwölfte Moschee-Neubau der Ahmadiyya in Hessen. Gegen den Bau gab es in der Bevölkerung zwar anfänglichen Widerstand, jedoch keinen offenen Protest.
Die Seligenstädter Ahmadiyya-Gemeinde erwarb im Jahr 2008 von der Stadt ein etwa 1000 m² großes Grundstück im Norden Seligenstadts. Dort wurde nach drei Jahren der Planung am 8. April 2011 der Grundstein für die Bait-ul-Hadi-Moschee gelegt. Da der Moschee-Neubau in Modulbauweise ausgeführt wurde, konnten die Bauarbeiten bereits nach zwei Monaten abgeschlossen werden.
Am 19. Juni 2011 eröffnete Mirza Masroor Ahmad, 5. Kalif und Oberhaupt der AMJ, den neuen Sakralbau und verlieh ihm den Namen Bait ul-Hadi, was Haus des geraden Weges bedeutet.

## Gebäude
Die Bait-ul-Hadi-Moschee befindet sich im Gewerbegebiet Nord der Stadt Seligenstadt in der Marie-Curie-Straße 2.
Das einstöckige Bauwerk ist die erste Moschee der Ahmadiyya, die in Modulbauweise errichtet wurde. Der Sakralbau ist nach Mekka ausgerichtet und beherbergt neben zwei Gebetsräumen einen Gemeinschaftsraum sowie einen Logistik- und Technikbereich. Das Minarett ist sieben Meter hoch, ursprünglich war eine Höhe von 13 Metern geplant.

## Moscheegemeinde
Die örtliche Gemeinde der AMJ hatte im Jahr 2011 rund 120 Mitglieder. Die Gläubigen leben größtenteils in Seligenstadt, aber auch in Hainburg und Mainhausen.